# Famille (chanson)
Pour les articles homonymes, voir Famille (homonymie).
Pistes de Non homologué
Je te donne
(2) La Vie par procuration
(4)
Famille est une chanson écrite, composée et interprétée par Jean-Jacques Goldman sortie en 1985 sur l'album Non homologué. La chanson ne paraît pas en single mais figure toutefois sur la compilation Singulier sortie en 1996.
Elle est reprise en 2021 par Valentina pour son premier album Plus loin qu'un rêve et par Les Enfoirés en 2020.

## Thème
La chanson rend hommage à la chanteuse Danielle Messia, foudroyée par une leucémie à seulement 28 ans, pour laquelle Goldman avait notamment composé le titre Le temps des enfants en 1983.
En octobre 1985, Jean-Jacques Goldman déclare dans une interview : « C'était une chanson que j'avais déjà faite et quand j'ai appris sa mort, je me suis dit qu'elle était une des personnes que je connaissais qui correspondait à ce que je voulais dire. C'était une fille que je connaissais très peu, on s'est peut-être vu cinq fois, on s'était assez peu parlé et pourtant j'avais une intimité avec elle. On sentait qu'on avait des tas de choses en commun et qu'on faisait partie d'une même famille de pensée. On avait les mêmes doutes et les mêmes espoirs, sans avoir jamais déjeuné, ni passé la soirée ensemble. »